# 塩田村 (山口県)
塩田村（しおたそん）は、山口県熊毛郡にあった村。現在の光市塩田にあたる。

## 地理
- 山岳：石城山
- 河川：田布施川

## 歴史
- 1889年（明治22年）4月1日 - 町村制の施行により、近世以来の塩田村が単独で自治体を形成。
- 1943年（昭和18年）11月3日 - 岩田村・三輪村・束荷村と合併して大和村が発足。同日塩田村廃止。